# Pieter Corneliszoon Plockhoy
Pieter Corneliszoon Plockhoy (* um 1625 in Zierikzee; † zwischen 1664 und 1670 in Lewes (Delaware)) war ein niederländischer Mennonit, der 1663 eine auf utopischen Ideen beruhende Kolonie nahe dem heutigen Lewes in der Delaware Bay gründete, die bereits 1664 von den Engländern zerstört wurde.

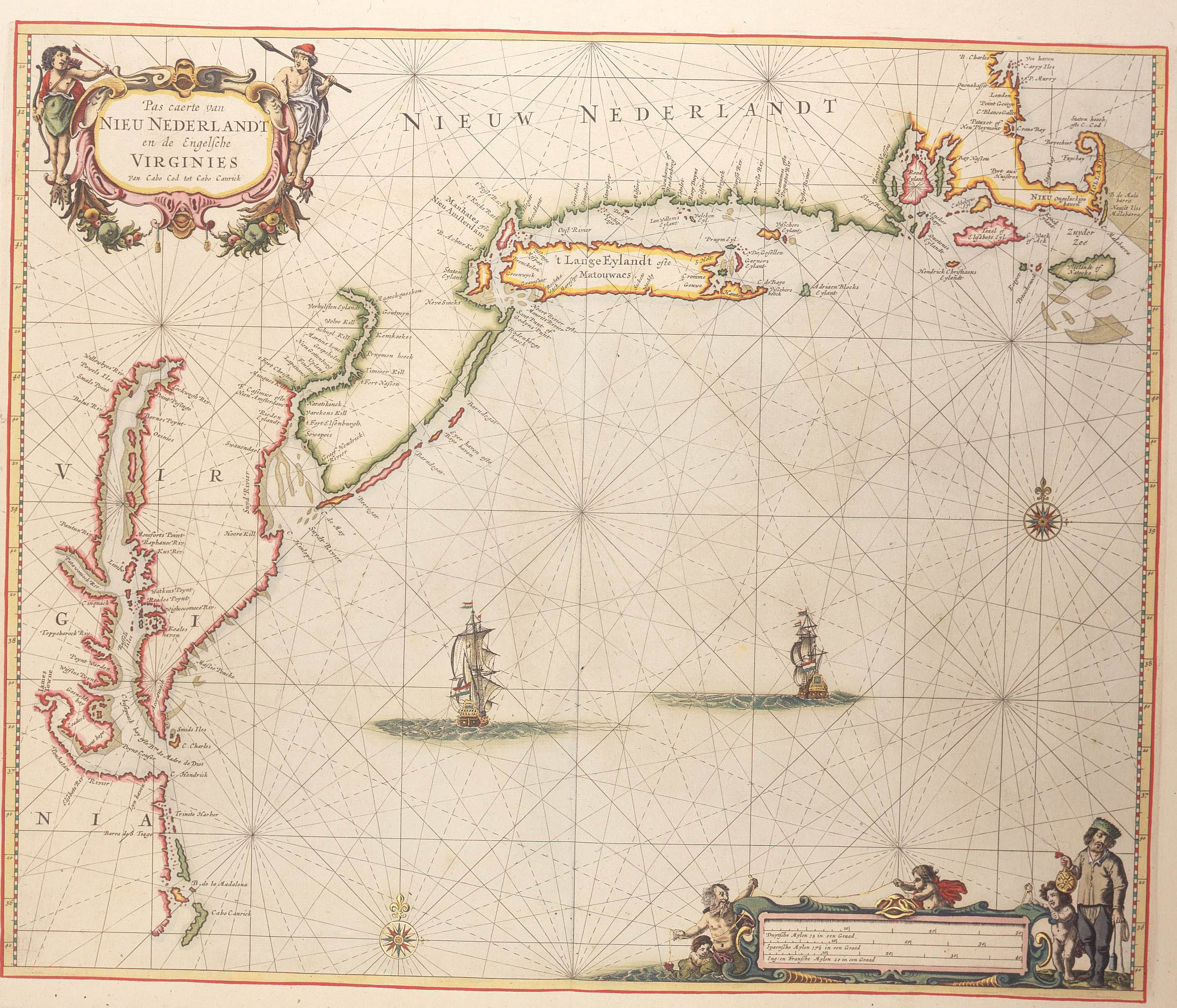
Karte der Neuen Niederlande 1667 mit Zwaanendael und Hoere Kill

## Leben
Plockhoy gehörte in den Niederlanden zu den liberalen Mennoniten und war beeinflusst von den Collegiaten in Amsterdam, besonders Galenus Abrahamsz de Haan und in England Adam Boreel (1602–1665). Er verhandelte 1657 und danach ohne konkreten Erfolg mit Oliver Cromwell in London um eine Erlaubnis zur Gründung einer Kolonie in Amerika. In London erschien von ihm The Way to the Peace and Settlement of These Nations (1659) und A Way Propounded to make the poor in these and other Nations happy (1659), und er hatte dort wahrscheinlich Kontakte zum Kreis von Samuel Hartlib. Spätestens 1661 ist er wieder in Amsterdam, wo er mit Franciscus van den Enden utopische Ideen einer neuen Kolonie Nieuw Nederlands entwickelte. 1661 schloss er in Amsterdam einen Vertrag mit der niederländischen Regierung für eine Siedlung am unteren Delaware. Darüber erschien 1662 in Amsterdam sein Kort en klaer ontwerp. Die Kolonisten sollten alle Religionen tolerieren, die Kinder in der Bibel, in Sprachen und Naturwissenschaften, aber nicht nach einer bestimmten Sektenmeinung unterrichtet werden. Die Kolonisten arbeiteten gemeinschaftlich, hatten aber auch privaten Besitz und konnten die Kolonie jederzeit verlassen. Witwen, Kinder und Kranke erhielten Anteile aus den Ergebnissen der Gemeinschaftsarbeit. Ein Aufseher wurde jährlich bestimmt, und Gesetze wurden durch die Gemeinschaftsversammlung mit Zwei-Drittel-Mehrheit erlassen. Ebenso mit Zwei-Drittel-Mehrheit konnte die Versammlung Mitglieder aus der Gemeinschaft ausschließen, wobei die Ausgeschlossenen aber ihren erwirtschafteten Anteil erhielten. Mit 41 Kolonisten gründete Plockhoy im Juli 1663 eine Siedlung nahe dem heutigen Lewes an der Bucht der Delaware-Mündung nahe der ehemaligen niederländischen Kolonie Zwaanendael, die 1631 gegründet und kurz darauf von Indianern zerstört wurde.
1664 überfielen die Engländer diese und andere niederländische Siedlungen; Genaueres ist nicht bekannt. Möglicherweise starb Plockhoy dabei oder wenige Jahre später. Seine Frau und sein blinder Sohn Cornelis überlebten und Letzterer kam 1694 nach Germantown (Pennsylvania).